# Antrim (Irlandia Północna)
Antrim (irl. Aontroim) – miasto w Wielkiej Brytanii (Irlandia Północna; stolica hrabstwa Antrim). Według danych ze spisu ludności w 2011 roku liczyło 23 375 mieszkańców – 11 388 mężczyzn i 11 987 kobiet.